# Stazione di Andora
La stazione di Andora è una stazione ferroviaria posta sulla linea Genova-Ventimiglia. Serve il centro abitato di Andora, sostituendo la vecchia stazione posta sul tracciato originario a binario unico.

## Storia
La stazione è stata attivata l'11 dicembre 2016, in contemporanea con il nuovo tracciato a doppio binario della ferrovia Genova-Ventimiglia. La nuova stazione sostituisce il vecchio impianto posto sul tracciato originario a binario unico, contestualmente soppresso.

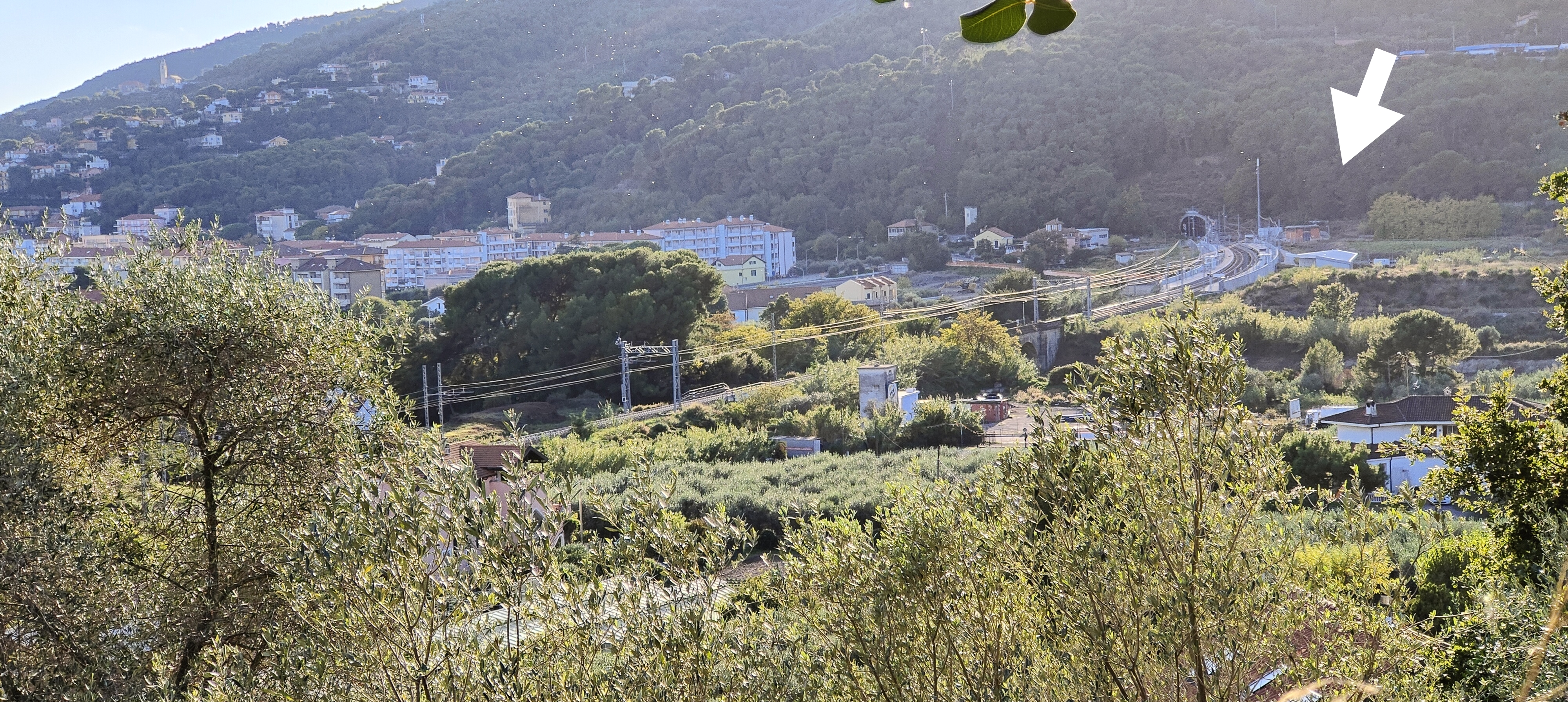
La nuova stazione (indicata dalla freccia) vista da località Castello/Andora - foto nov. 2022

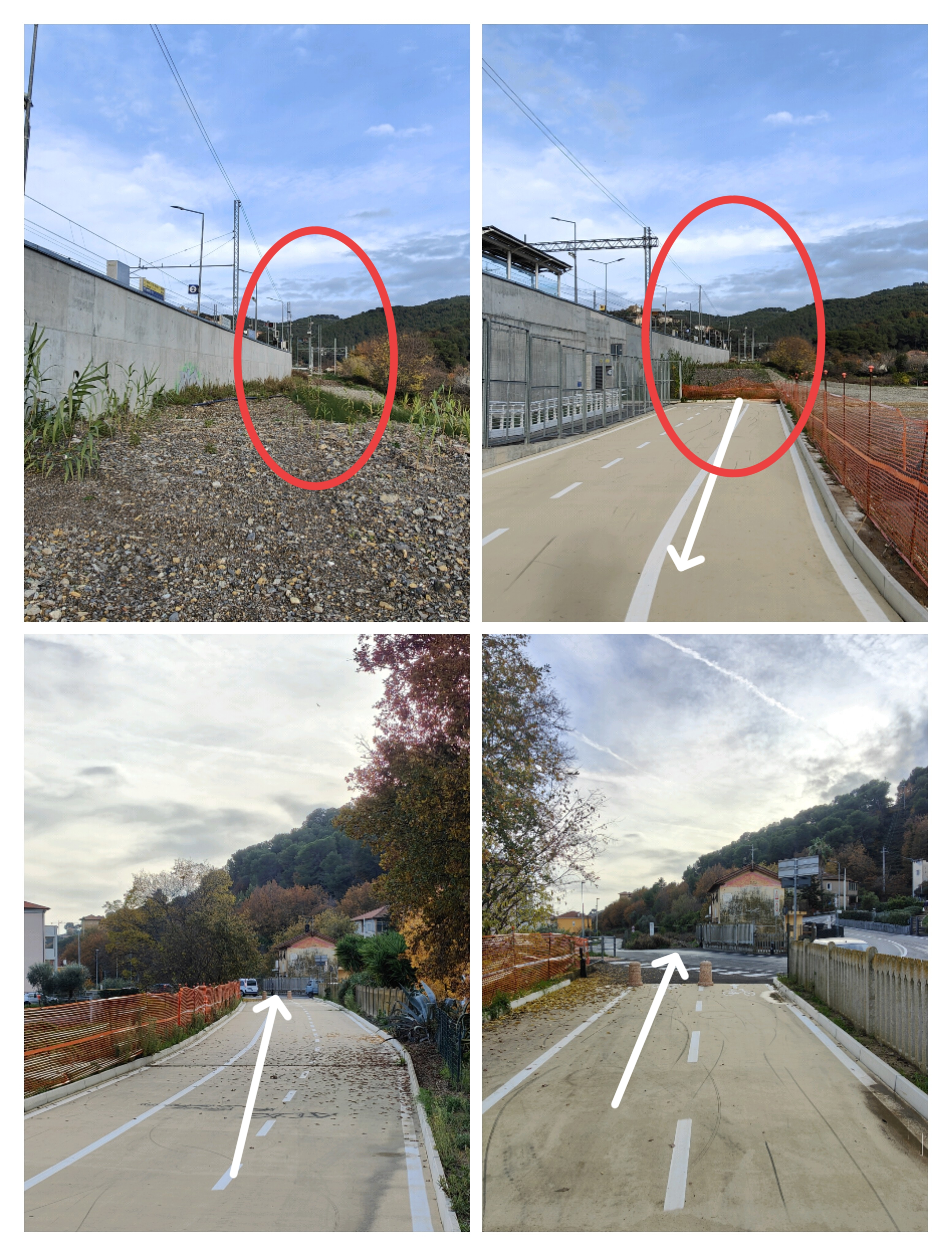
Vecchio e nuovo: il punto della definitiva separazione fra la nuova e la vecchia linea dove a binario unico scendeva (cerchio) per la stazione del paese

## Strutture e impianti
La stazione conta due binari per il trasporto passeggeri, serviti da due banchine laterali.

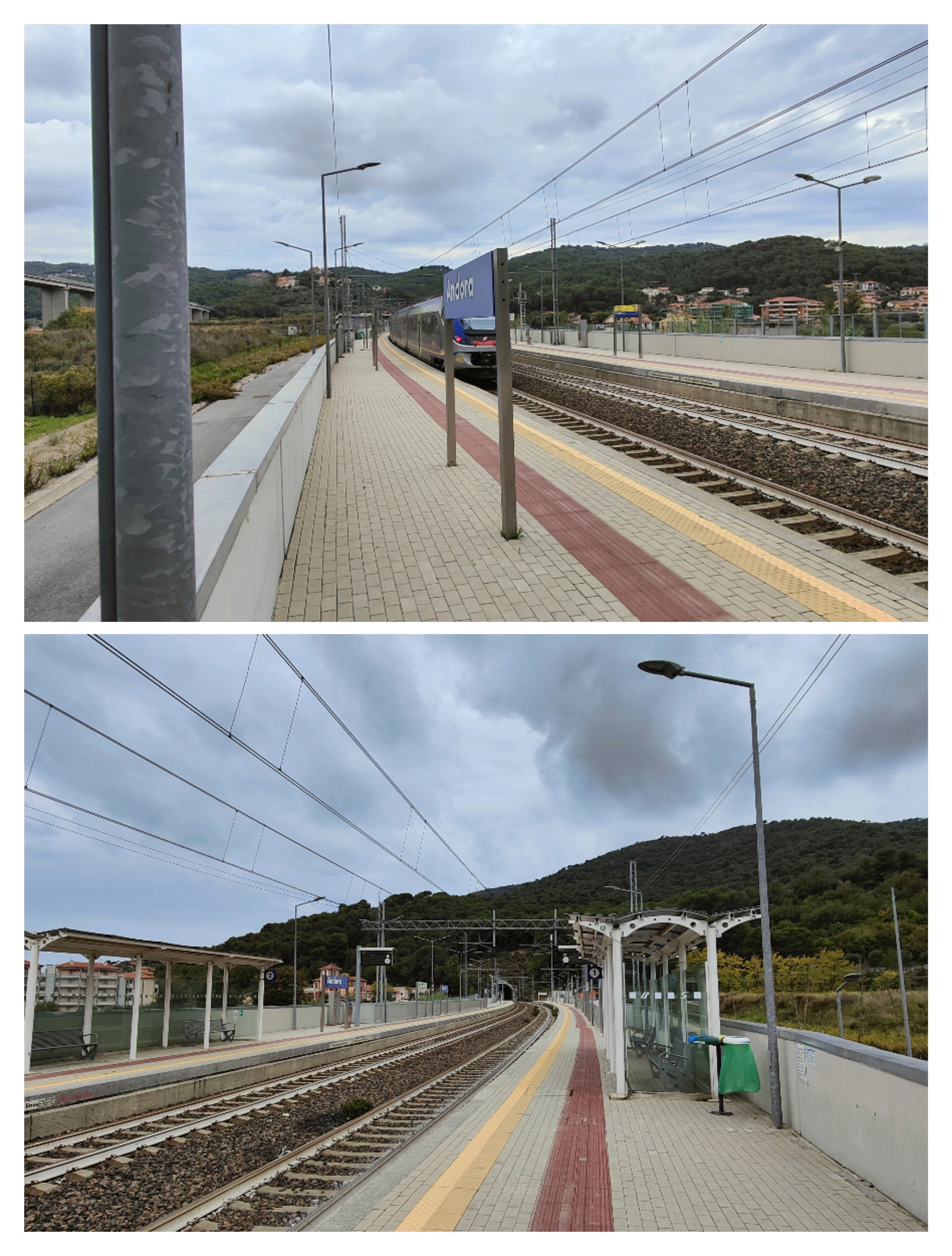
Piano binari, la stazione dista 961mt. dalla vecchia, e 241 mt. dal viadotto autostradale (foto Nov. 2022)

## Interscambi
La stazione permette i seguenti interscambi:
- Capolinea di alcuni autobus della linea per Finale Ligure gestiti da TPL Linea e alcuni autobus della linea per Sanremo gestiti da RT